# Фанк-рок
Фанк рок је музички жанр. То је фузија фанка и рока.

## Карактеристике
Главни музички инструменти овог жанра су: бас-гитара, бубањ и електрична гитара. Бас и бубањ ритмови су налик фанку, али са више интензитета, док гитара може бити под рок или фанк утицајем и обично је са дисторзијом.